# Lake Bonavista, Calgary
Lake Bonavista este un cartier din sud-estul orașului Calgary, Alberta, Canada. Este delimitat de Anderson Road la nord, Macleod Trail la vest, Canyon Meadows Drive la sud și Bow Bottom Trail la est. Mica comunitate Bonavista Downs locuiește în colțul de nord-est al cartierului.
Lake Bonavista Promenade este o mică dezvoltare comercială în cadrul Lake Bonavista, care include atât spații comerciale, cât și birouri profesionale. Există un acces convenabil la zonele comerciale de-a lungul Fish Creek Park se învecinează cu comunitatea la sud și oferă o varietate de oportunități de recreere în aer liber.
Lake Bonavista a fost construit de Keith Construction Company în 1967. A fost prima comunitate din Canada care a fost construită în jurul unui lac artificial și a servit drept prototip pentru alte comunități bazate pe lacuri din Calgary.
Lake Bonavista are o populație de 10.475 de persoane care locuiesc în 4.106 locuințe, cu o suprafață de 5,2 km2 și o densitate a populației de 2.014/km2.
În ceea ce privește educația, comunitatea este deservită de școli publice di: Lake Bonavista, Andrew Sibbald și Sam Livingston Elementary school, Nickle Public Junior High School, St. Boniface Catholic elementary school și St. Bonaventure Catholic junior high school.